# 树枫杜鹃
树枫杜鹃（学名：Rhododendron changii）为杜鹃花科杜鹃花属下的一个种。

## 扩展阅读
- 維基物種上的相關：树枫杜鹃